# (418891) Vizi
(418891) Vizi est un astéroïde de la ceinture principale.

## Description
(418891) Vizi est un astéroïde de la ceinture principale. Il fut découvert le 31 décembre 2008 à l'observatoire Piszkéstető par Krisztián Sárneczky. Il présente une orbite caractérisée par un demi-grand axe de 3,15 UA, une excentricité de 0,21 et une inclinaison de 17,4° par rapport à l'écliptique.